# Staša Gejo

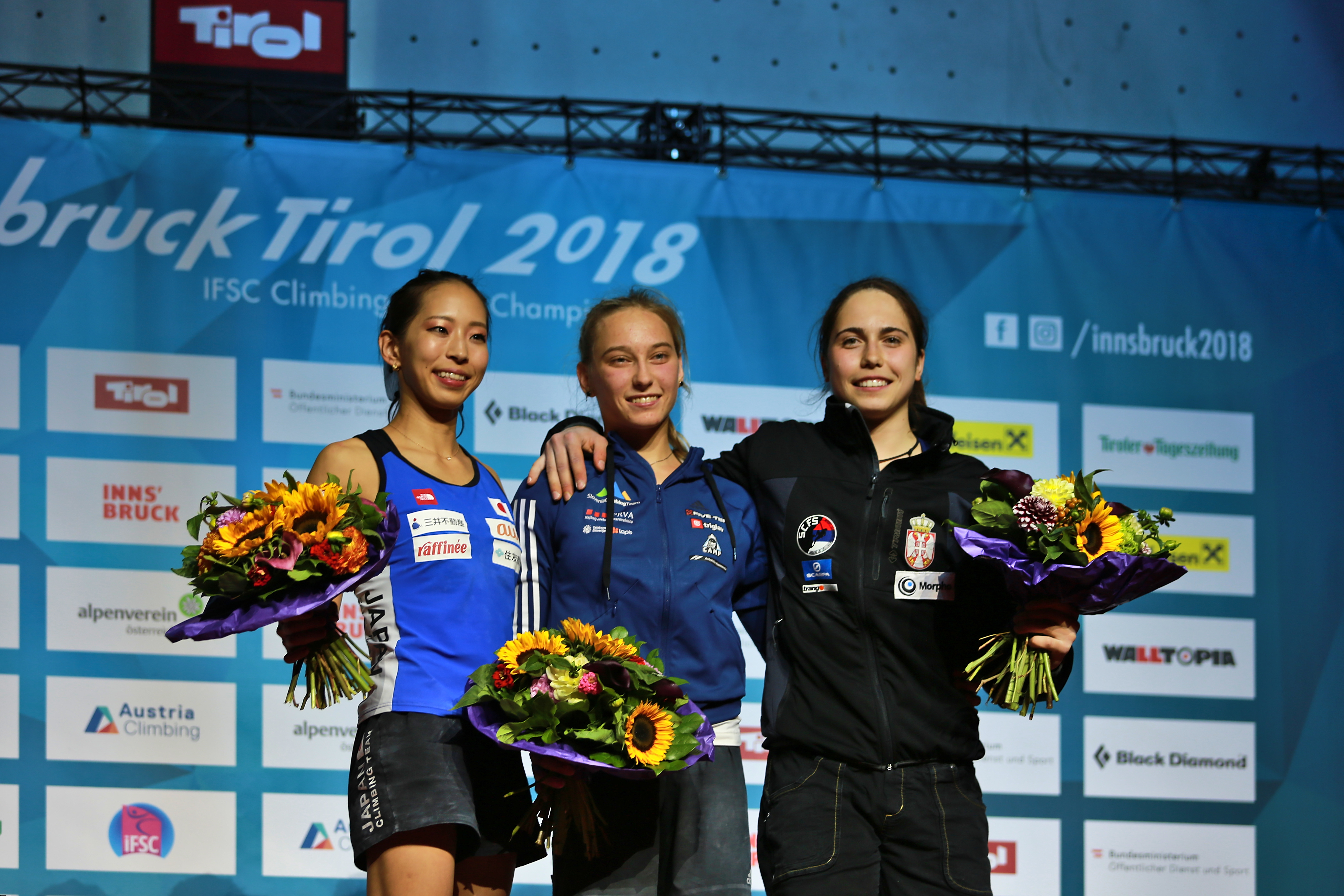
Innsbruck MŚ 2018 podium w boulderingu. Stoją od lewej: Akiyo Noguchi (2 m.), Janja Garnbret (1 m.) i Staša Gejo (3 m.)

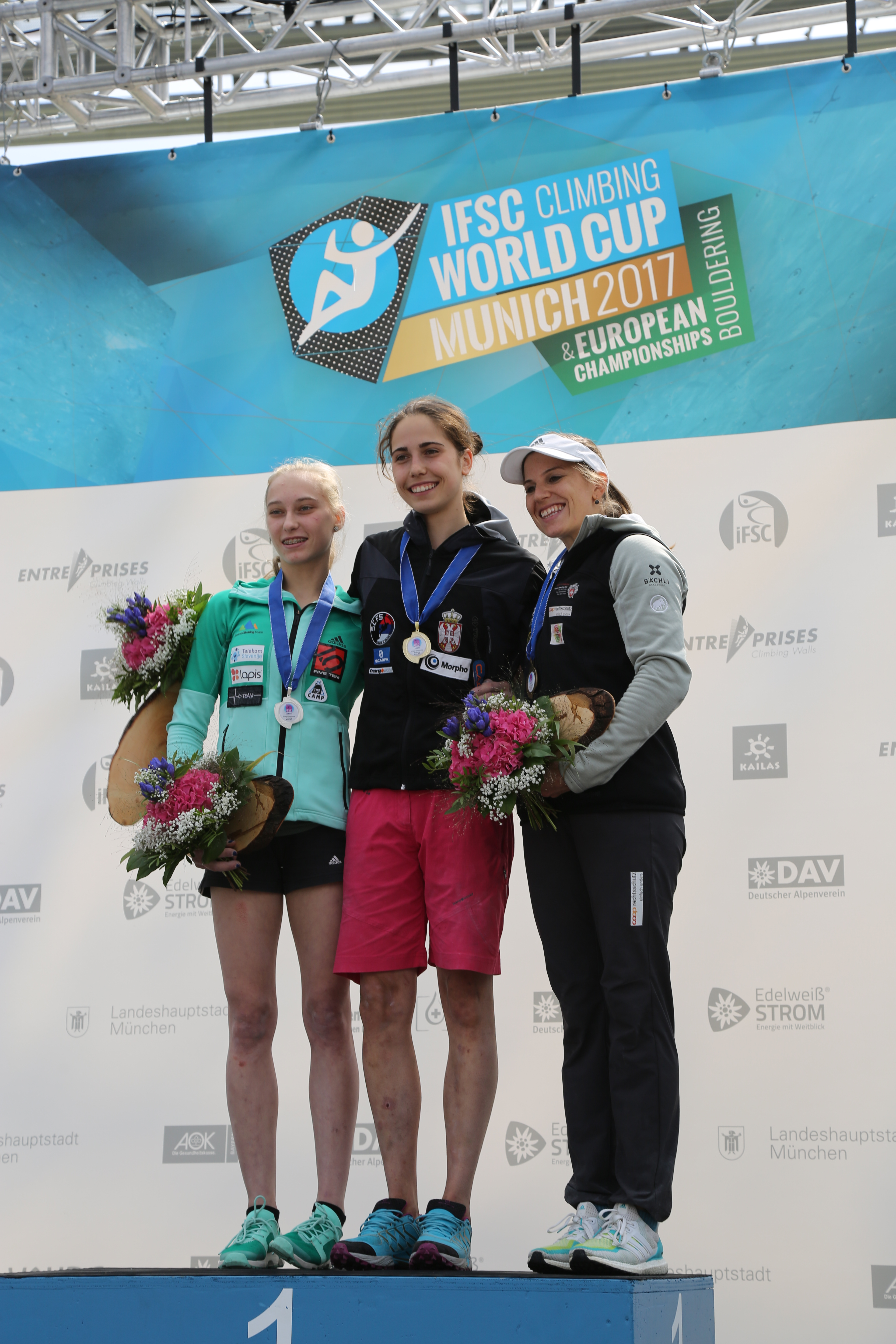
Monachium 2017. Podium w boulderingu. Stoją od lewej: Janja Garnbret (2 m.), Staša Gejo (1 m.) i Petra Klingler (3 m.)

Staša Gejo (ur. 25 listopada 1997 w Niszu) – serbska wspinaczka sportowa. Specjalizuje się w boulderingu oraz we wspinaczce łącznej. Mistrzyni Europy we wspinaczce sportowej w konkurencji boulderingu z Monachium z 2017 roku.

## Kariera sportowa
Brązowa medalistka mistrzostw świata z 2018 w Innsbrucku.
Uczestniczka World Games we Wrocławiu w 2017, gdzie zdobywała złote medale w boulderingu. Wielokrotna medalistka prestiżowych zawodów wspinaczkowych Rock Master we włoskim Arco.

## Osiągnięcia

### Mistrzostwa świata
| Konkurencje       | 2016 | 2018 | 2019 |
| Bouldering        | 7    | 3    |      |
| Prowadzenie       | —    | 38   |      |
| Wsp. na czas      | —    | 35   | —    |
| Wspinaczka łączna | —    | 7    | —    |

### Mistrzostwa Europy
| Konkurencje       | 2015 | 2017 | 2019 |
| Bouldering        | 14   | 1    |      |
| Wspinaczka łączna | —    | 3    |      |

### World Games
| Konkurencje | 2017 |
| Bouldering  | 1    |

### Rock Master
| Konkurencje | 2016 | 2017 | 2018 |
| Bouldering  | 3    | 2    | 3    |